# Sugiyama Koichi
Sugiyama Koichi (すぎやま こういち sinh ngày 11 tháng 4 năm 1931, mất ngày 30 tháng 9 năm 2021) là nhà soạn nhạc, nhạc trưởng và chỉ huy dàn nhạc người Nhật. Ông nổi tiếng với việc soạn nhạc cho loạt Dragon Quest, cùng với một số trò chơi điện tử, anime, phim và chương trình truyền hình khác. Âm nhạc cổ điển của ông được coi là nguồn cảm hứng chính của các nhà soạn nhạc trò chơi điện tử ở Nhật Bản.
Sugiyama cũng là thành viên hội đồng của Hiệp hội Quyền tác giả, Nhà soạn nhạc và Nhà xuất bản Nhật Bản (JASRAC), thành viên hội đồng quản trị của Viện các nguyên tắc cơ bản quốc gia Nhật Bản, và là chủ tịch danh dự của Hiệp hội Backgammon Nhật Bản. Chính phủ Nhật Bản vinh danh ông là Người có công với văn hóa vào năm 2020. Sugiyama cũng tham gia vào các hoạt động ngoài âm nhạc, chẳng hạn như phủ nhận tội ác chiến tranh của Nhật Bản và cổ vũ Chủ nghĩa dân tộc Nhật Bản.

## Sự nghiệp

### Đầu đời
Sugiyama sinh ra ở ở Tokyo, Nhật Bản (nay là Taito). Bà của ông thích hát thánh ca và cha mẹ ông cũng rất thích âm nhạc, vì vậy ông đã làm quen với âm nhạc ngay từ khi còn nhỏ. Ngoài ra bản thân ông cũng đam mê những trò chơi.
Khi còn học tiểu học, do tính chất công việc của cha, ông phải chuyển nhà nhiều lần. Ở trường trung học, ông bắt đầu nhận ra niềm đam mê của ông và sáng tác nhiều bản nhạc ngắn. Sau chiến tranh, ông trở về Tokyo, cha của ông mang những đồ vật đã bị cháy trong nhà đến một cửa hàng băng đĩa trước ga Ogikubo để đổi lấy ba bản thu âm là Bản giao hưởng Số 6 (Pastoral), Số 7 của Beethoven, và "Kreutzer Sonata", từ đó ông bắt đầu tự học âm nhạc cổ điển.
Sau khi nhập học tại trường trung học Seikei với tư cách là học sinh năm nhất của một trường trung học mới, ông quyết tâm theo đuổi âm nhạc và thành lập Câu lạc bộ Âm nhạc. Trong ba năm đó, ông tự tổ chức và đứng ra chỉ huy một dàn nhạc vốn bị giải tán do chiến tranh.

### Ở Đài truyền hình
Ông theo học tại Đại học Tokyo và tốt nghiệp loại xuất sắc năm 1958. Sau đó, ông tham gia vào mảng báo cáo và giải trí của Nippon Cultural Broadcasting. Cùng năm đó, ông tham gia Fuji TV với tư cách là đạo diễn.
Kể từ thập niên 1960, ông hoạt động như một nhà soạn nhạc song song với công việc đạo diễn, nhưng ông bắt đầu sáng tác các bài hát cho các nhạc sĩ, và khi những bài hát đó trở thành hit, ông dần trờ thành một nhà soạn nhạc hơn là một nhân viên nhận lương bình thường. Jasrac và Fuji TV bắt đầu tranh cãi với nhau về vấn đề trả phí bản quyền.
Tháng 4 năm 1965, ông rời Fuji Television để trở thành một nhạc sĩ tự do, từ bỏ công việc chỉ đạo, tập trung vào việc sáng tác nhạc và chỉ huy dàn nhạc năm 1968.
Cuối thập niên 1970 và đầu thập niên 1980, Sugiyama sáng tác cho một số vở nhạc kịch, quảng cáo, nghệ sĩ nhạc pop, phim hoạt hình và chương trình truyền hình, chẳng hạn như Science Ninja Team Gatchaman: The Movie, The Sea Prince and the Fire Child, và Cyborg 009. Ông cũng đã hỗ trợ Manabe Riichiro trong phần sáng tác cho Godzilla vs. Hedorah, soạn đĩa đơn thu âm của nhạc phim và chỉ huy một số bản nhạc.

### Dragon Questvà những trò chơi điện tử khác
Đầu thập niên 1980, Sugiyama lần đầu tiên tiếp xúc với Enix là thông qua một bức thư, ông viết để bày tỏ sự ngưỡng mộ mà ông dành cho một trò chơi shogi trên PC. Nhân viên của Enix cảm thấy bị sốc khi nhận được một tấm bưu thiếp viết tay từ một người nổi tiếng tầm cỡ như Sugiyama, họ đã rất ấn tượng về kiến thức sâu rộng và độ am hiểu của ông về trò chơi điện tử, nên đã quyết định yêu cầu Sugiyama sáng tác nhạc cho game của họ. Sugiyama bắt đầu sáng tác cho PC-8801 và làm việc với công ty Enix vào thời điểm đó. Dự án đầu tiên của ông với công ty là trò chơi World Golf (1985).
Năm 1986, lần đầu tiên ông bắt đầu sáng tác cho một dự án lớn như Dragon Quest. Nhạc nền trò chơi điện tử mang phong cách cổ điển của ông được coi là cuộc cách mạng cho âm nhạc trong trò chơi điện tử trên console. Sugiyama là một trong những nhà soạn nhạc trò chơi điện tử đầu tiên thu âm cùng với một dàn nhạc sống. Năm 1986, ông phát hành CD Dragon Quest I Symphonic Suite, thông qua Dàn nhạc Giao hưởng London để diễn giải các giai điệu của Sugiyama. Tám giai điệu nhạc nền (Mở đầu, Lâu đài, Thị trấn, Cánh đồng, Dungeon, Trận chiến, Trận chiến cuối cùng và Kết thúc) đặt ra khuôn mẫu cho hầu hết các bản nhạc nền trò chơi điện tử nhập vai phát hành sau này, hàng trăm giai điệu trong số đó đều được sắp xếp theo cách tương tự.
Năm 1987, ông sáng tác nhạc cho Dragon Quest II. Âm nhạc từ hai game Dragon Quest đầu tiên là một trong những buổi hòa nhạc đầu tiên dành cho trò chơi điện tử, gọi là "Family Classic Concert". Ngày 20 tháng 8 năm 1987 Sugiyama soạn nhạc và trực tiếp chỉ huy dàn nhạc Tokyo String Music Combination Playing Group biểu diễn tại Suntory Hall ở Tokyo. Họ đã trình diễn "Dragon Quest I Symphonic Suite" và "Dragon Quest II Symphonic Suite". Sugiyama đã tổ chức mười tám buổi hòa tấu như vậy trên khắp Nhật Bản.
Từ năm 1987 đến năm 1990, Sugiyama tiếp tục sáng tác cho nhiều tựa game khác của Enix.
Năm 1991, ông giới thiệu một loạt các buổi hòa nhạc trò chơi điện tử. Tổng cộng là 5 buổi, gọi là Orchestral Game Concerts do Tokyo City Philharmonic Orchestra và Tokyo Symphony Orchestra trình diễn. Buổi biểu diễn có hơn mười tám nhà soạn nhạc trò chơi điện tử khác như Kondo Koji, Kanno Yoko, Uematsu Nobuo, Suzuki Keiichi. Các buổi hòa nhạc này tổ chức từ năm 1991 đến năm 1996; trong thời gian này, Sugiyama đã sáng tác cho các trò chơi điện tử khác và sắp xếp để trình diễn một số bản nhạc nền trò chơi điện tử trong các buổi Orchestral Game Concerts.
Tháng 9 năm 1995, Sugiyama sáng tác vở Ballet Dragon Quest. Trình diễn lần đầu tiên vào năm 1996, và trở lại vào các năm 1997, 1999, 2001 và 2002. Trong những năm đó, ông còn phát hành một số Dragon Quest Symphonic Suites.
Cuối năm 2004, ông hoàn thành và phát hành nhạc nền của game Dragon Quest VIII.
Năm 2005, cùng với dàn nhạc Tokyo Metropolitan Symphony Orchestra, Sugiyama đã tổ chức một loạt các buổi hòa nhạc Dragon Quest VIII cũng như các sáng tác kinh điển trước đây của ông tại Nhật Bản. Tháng 8 năm 2005, ông trình diễn trực tiếp nhạc nền trong game Dragon Quest tại Symphonic Game Music Concert ở Châu Âu, đây cũng là lần đầu tiên âm nhạc của ông được biểu diễn trong một buổi hòa nhạc giao hưởng trực tiếp bên ngoài Nhật Bản. Sugiyama cũng soạn nhạc nền cho game Dragon Quest X và các game sau này, trong đó có Dragon Quest XI.
Những sở thích không liên quan đến công việc của Sugiyama gồm có chụp ảnh, du lịch, lắp ráp mô hình tàu biển, sưu tầm máy ảnh cũ và đọc sách. Ông đã mở hẳn một khu vực dành riêng cho máy ảnh cổ trên trang web của ông.
Ngày 23 tháng 6 năm 2004 ông mở hãng thu âm riêng gọi là "SUGI Label". Sugiyama cũng hoàn thành các dự án khác, chẳng hạn như đoạn fanfares cho việc mở và đóng cổng Đường đua Tokyo và Đường đua Nakayama.
Ngày 29 tháng 7 năm 2017 Sugiyama được Sách Kỷ lục Guinness ghi nhận là nhà soạn nhạc trò chơi điện tử lớn tuổi nhất, với hơn 500 bài hát cho loạt Dragon Quest, bắt đầu từ trò chơi gốc vào năm 1986.
Năm 2020, chính phủ Nhật Bản vinh danh ông là Nhân vật có công với văn hóa.

### Phong cách âm nhạc
Xuyên suốt các tác phẩm của Sugiyama, các tiết tấu được lặp lại để duy trì sự nhất quán và chất lượng cổ điển. Điều này đặc biệt đúng với series Dragon Quest. Mỗi trò chơi bao gồm một bài nhạc chủ đề vui vẻ có tính chất đồng nhất và đều có tựa là "Overture". Ngoài ra, Dragon Quest III-XI còn có một giai điệu đơn giản, thông dụng, phát ra ở màn hình lựa chọn phần lưu game có tên là "Intermezzo." Phong cách sáng tác của Sugiyama được so sánh với thời kỳ cuối Baroque và đầu thời kỳ Cổ điển.

## Hoạt động chính trị và đức tin
Sugiyama thuộc nhóm những người phủ nhận Thảm sát Nam Kinh, ông cho rằng các thông tin đưa ra liên quan đến điều đó đều "bản chất là có chọn lọc". Ông là một trong những người ký tên trên "The Facts", một quảng cáo toàn trang do The Washington Post xuất bản ngày 14 tháng 6 năm 2007. Quảng cáo này do một số chính trị gia và học giả Nhật Bản viết nhằm đáp lại sự thông qua Nghị quyết 121 của Hạ viện Hoa Kỳ, yêu cầu Chính phủ Nhật Bản đưa ra lời xin lỗi chính thức về việc liên quan đến hành động dùng "phụ nữ mua vui", vốn là những phụ nữ bị lính Nhật ép làm nô lệ tình dục trong Chiến tranh thế giới thứ hai.
Năm 2012, Sugiyama đã viết một bài xã luận mà ông cho rằng Nhật Bản đang ở trong tình trạng "nội chiến giữa người Nhật và người chống Nhật". Để minh chứng, ông tranh cãi rằng các phương tiện truyền thông Nhật Bản đã miêu tả các hành động yêu nước theo hướng tiêu cực, chẳng hạn như trình diễn Quốc ca Nhật Bản hoặc kéo cao quốc kỳ Nhật Bản. Ngoài ra, ông cho rằng yêu cầu phải dỡ bỏ tất cả các cơ sở năng lượng hạt nhân ngay lập tức của phong trào chống đối năng lượng hạt nhân Nhật Bản, vốn phát triển mạnh sau thảm họa hạt nhân Fukushima Daiichi năm 2011, mà không đưa ra bất kỳ giải pháp thay thế nào, điều này đã làm hỏng khả năng tự vệ của đất nước.
Năm 2015, Sugiyama xuất hiện trên chương trình truyền hình Hi Izuru Kuni Yori của Kênh văn hóa Hoa Anh Đào Nhật Bản, ông chứng minh là có cùng quan điểm với chính trị gia Nhật Bản Sugita Mio, người tuyên bố không cần thiết phải giáo dục về LGBT trong trường học Nhật Bản, và gạt bỏ những lo ngại về tỷ lệ tự tử tăng cao trong cộng đồng. Sugiyama cũng nói thêm về những chủ đề quan trọng cần phải thảo luận như việc thiếu trẻ em sinh ra từ các cặp đôi LGBT, cũng như việc phụ nữ Nhật Bản đang được trao nhiều quyền lợi hơn so với Hàn Quốc. Sau đó, ông rút lại tuyên bố bằng bài phát biểu rằng các cặp đôi LGBT đã tồn tại trong suốt lịch sử loài người và ông ủng hộ việc chính phủ nên thỉnh thoảng giúp đỡ họ.
Ông cũng là thành viên hội đồng quản trị của Viện quy tắc cơ bản quốc gia Nhật Bản.

## Đời tư
Sugiyama Koichi qua đời ngày 30 tháng 9 năm 2021 do sốc nhiễm trùng, thọ 90 tuổi. Công việc cuối cùng của ông là soạn nhạc cho tựa game sắp ra mắt Dragon Quest XII: The Flames of Fate.

## Công việc

### Trò chơi điện tử
| Năm  | Tựa game                                                         | Tham khảo |
| ---- | ---------------------------------------------------------------- | --------- |
| 1985 | World Golf                                                       | [ 30 ]    |
| 1986 | Wingman 2                                                        | [ 7 ]     |
| 1986 | Dragon Quest                                                     | [ 7 ]     |
| 1987 | Dragon Quest II                                                  | [ 31 ]    |
| 1987 | Jesus                                                            | [ 32 ]    |
| 1987 | Gandhara: Buddha no Seisen                                       | [ 32 ]    |
| 1987 | Animal Land Satsujin Jiken                                       | [ 33 ]    |
| 1987 | World Golf II                                                    | [ 33 ]    |
| 1987 | Wingman Special: Saraba Yume Senshi                              | [ 33 ]    |
| 1988 | Dragon Quest III                                                 | [ 31 ]    |
| 1989 | Angelus: The Gospel on Evil                                      | [ 32 ]    |
| 1989 | Star Command: Kurayami no Shinryakusha                           | [ 32 ]    |
| 1990 | Dragon Quest IV                                                  | [ 34 ]    |
| 1990 | 46 Okunen Monogatari: The Shinka Ron                             | [ 35 ]    |
| 1990 | World Golf III                                                   | [ 33 ]    |
| 1991 | Akagawa Jirou no Yuurei Ressha                                   | [ 32 ]    |
| 1991 | Jesus 2                                                          | [ 32 ]    |
| 1991 | Tetris 2 & BomBliss                                              | [ 32 ]    |
| 1992 | Dragon Quest V                                                   | [ 31 ]    |
| 1992 | Hanjyuku Hero: Aah Sekai yo Hanjuku Nare                         | [ 32 ]    |
| 1992 | E.V.O.: Search for Eden                                          | [ 32 ]    |
| 1993 | Monopoly                                                         | [ 32 ]    |
| 1993 | Torneko no Daibōken: Fushigi no Dungeon                          | [ 32 ]    |
| 1995 | Mystery Dungeon: Shiren the Wanderer                             | [ 32 ]    |
| 1995 | Dragon Quest VI                                                  | [ 31 ]    |
| 1998 | Dragon Quest Monsters                                            | [ 33 ]    |
| 1999 | Torneko: The Last Hope                                           | [ 32 ]    |
| 2000 | Dragon Quest VII                                                 | [ 36 ]    |
| 2000 | Shiren the Wanderer 2                                            | [ 32 ]    |
| 2001 | Dragon Quest Monsters 2                                          | [ 33 ]    |
| 2001 | Dragon Quest Characters: Torneko no Daibouken 2 Advance          | [ 33 ]    |
| 2002 | Dragon Quest Characters: Torneko no Daibouken 3                  | [ 33 ]    |
| 2003 | Slime Mori Mori Dragon Quest                                     | [ 33 ]    |
| 2003 | Dragon Quest Monsters: Caravan Heart                             | [ 33 ]    |
| 2004 | Dragon Quest VIII                                                | [ 37 ]    |
| 2005 | Dragon Quest Heroes: Rocket Slime                                | [ 33 ]    |
| 2006 | Dragon Quest Monsters: Joker                                     | [ 33 ]    |
| 2009 | Dragon Quest Wars                                                | [ 38 ]    |
| 2009 | Dragon Quest IX                                                  | [ 39 ]    |
| 2010 | Dragon Quest Monsters: Joker 2                                   |           |
| 2011 | Slime Mori Mori Dragon Quest 3                                   |           |
| 2012 | Dragon Quest Monsters: Terry's Wonderland 3D                     |           |
| 2012 | Dragon Quest X                                                   | [ 40 ]    |
| 2014 | Dragon Quest Monsters 2: Iru and Luca's Marvelous Mysterious Key |           |
| 2015 | Dragon Quest Heroes: The World Tree's Woe and the Blight Below   | [ 41 ]    |
| 2016 | Dragon Quest Builders                                            | [ 42 ]    |
| 2016 | Dragon Quest Monsters: Joker 3                                   | [ 43 ]    |
| 2016 | Dragon Quest Heroes II                                           | [ 44 ]    |
| 2017 | Dragon Quest XI                                                  | [ 45 ]    |
| 2018 | Dragon Quest Builders 2                                          | [ 46 ]    |
| 2020 | Dragon Quest Tact                                                | [ 47 ]    |

### Phim và truyền hình
| Năm  | Tựa                                                                 | Tham khảo |
| ---- | ------------------------------------------------------------------- | --------- |
| 1967 | Skyers 5                                                            | [ 32 ]    |
| 1971 | Return of Ultraman                                                  | [ 32 ]    |
| 1976 | Machine Hayabusa                                                    | [ 32 ]    |
| 1978 | Science Ninja Team Gatchaman: The Movie                             | [ 32 ]    |
| 1979 | Cyborg 009                                                          | [ 32 ]    |
| 1979 | Jigoku no Mushi                                                     | [ 48 ]    |
| 1980 | Space Runaway Ideon                                                 | [ 32 ]    |
| 1980 | Cyborg 009: Legend of the Super Galaxy                              | [ 49 ]    |
| 1981 | The Sea Prince and the Fire Child                                   | [ 32 ]    |
| 1983 | The Yearling                                                        | [ 32 ]    |
| 1989 | Godzilla vs. Biollante                                              | [ 32 ]    |
| 1991 | Dragon Quest: The Adventure of Dai                                  | [ 32 ]    |
| 1992 | Dragon Quest: Dai no Daibōken Tachiagare!! Aban no Shito            |           |
| 1992 | Dragon Quest: Dai no Daibōken Buchiya bure!! Shinsei Rokudai Shoguo |           |
| 2019 | Dragon Quest: Your Story                                            | [ 50 ]    |